# 三苯基砷
三苯基砷是一种有机砷化合物，化学式为As(C6H5)3，或简写为AsPh3。有毒。它是一种白色晶体，在配位化学和有机合成中用作配体和试剂。这个分子是锥形的， As-C 键长为 1.942–1.956 Å ，C-As-C 键角为 99.6–100.5°，

## 制备
三苯基砷可通过格氏试剂和砷化合物的反应来制备：
As(OEt)3 + 3 PhMgBr —Et2O→ Ph3As
它也可以由三氯化砷和氯苯和钠反应而成：
AsCl3 + 3 PhCl + 6 Na → AsPh3 + 6 NaCl

## 反应
和锂反应形成二苯基砷化锂：
AsPh3  +  2 Li  →   LiAsPh2  +  LiPh
三苯基砷是四苯基氯化砷 [AsPh4]Cl，一种著名的沉淀剂的前体。
AsPh3 和金属反应，形成配合物。大部分的三苯基砷配合物都有对应的三苯基磷配合物。例子包括 [[IrCl(CO)(AsPh3)]]2、 [[RhCl(AsPh3)3]]和 [[Fe(CO)4(AsPh3)]]。